# Will Trent
Will Trent ist eine US-amerikanische Krimiserie, benannt nach dem Titelhelden der Georgia-Kriminalromanreihe der Schriftstellerin Karin Slaughter. Die Premiere der Serie fand am 3. Januar 2023 auf dem US-Networksender ABC statt. Im deutschsprachigen Raum erfolgte die Erstveröffentlichung der Serie am 31. Mai 2023 durch Disney+ via Star als Original.
Im April 2025 wurde die Serie um eine vierte Staffel verlängert.

## Handlung
Die Kindheit von Will Trent war weder angenehm noch einfach. Ohne seine leiblichen Eltern je kennengelernt zu haben, weil er ein Findelkind war, musste sich Will jahrelang durch das überlastete sowie belastende Pflegesystem von Atlanta kämpfen und lernte dessen Schattenseiten kennen, die ihn nachhaltig geprägt haben. Mittlerweile ist er Special Agent beim Georgia Bureau of Investigations, kurz GBI. Will kann Tatorte wie kein anderer untersuchen und analysieren. Dadurch hat er die höchste Aufklärungsrate innerhalb des GBI, aber das ist nur eine Seite der Medaille. Denn angespornt durch seine Vergangenheit engagiert sich Will dafür, dass Menschen nicht mit ihren Schicksalen allein gelassen werden, wie einst er selbst. Zu diesem Zweck setzt er seine besonderen Fähigkeiten ein, um seine Fälle zu einem versöhnlichen Ende zu bringen.

## Besetzung und Synchronisation
Die deutschsprachige Synchronisation entstand nach den Dialogbüchern sowie unter der Dialogregie von Bianca Krahl und Kim Hasper durch die Synchronfirma EuroSync in Berlin.
| Figur            | Darsteller        | Deutscher Sprecher |
| ---------------- | ----------------- | ------------------ |
| Will Trent       | Ramón Rodríguez   | Julien Haggège     |
| Angie Polaski    | Erika Christensen | Ulrike Stürzbecher |
| Faith Mitchell   | Iantha Richardson | Alice Bauer        |
| Michael Ormewood | Jake McLaughlin   | Jaron Löwenberg    |
| Amanda Wagner    | Sonja Sohn        | Anke Reitzenstein  |

## Episodenliste

### Staffel 1
| Nr. (ges.) | Nr. (St.) | Deutscher Titel                              | Originaltitel                         | Erstausstrahlung (USA) | Deutschsprachige Erstveröffentlichung (D/A/CH) | Regie                   | Drehbuch                          |
| ---------- | --------- | -------------------------------------------- | ------------------------------------- | ---------------------- | ---------------------------------------------- | ----------------------- | --------------------------------- |
| 1          | 1         | Pilotfolge                                   | Pilot                                 | 3. Jan. 2023           | 31. Mai 2023                                   | Paul McGuigan           | Liz Heldens & Daniel Thomsen      |
| 2          | 2         | Ich bin ein ziemlich achtsamer Typ           | I'm a Pretty Observant Guy            | 10. Jan. 2023          | 31. Mai 2023                                   | Howard Deutch           | Liz Heldens                       |
| 3          | 3         | Lass es nicht noch einmal geschehen          | Don't Let It Happen Again             | 17. Jan. 2023          | 7. Juni 2023                                   | Howard Deutch           | Inda Craig-Galvan                 |
| 4          | 4         | Mein dummes Detektivenhirn                   | My Stupid Detective Brain             | 24. Jan. 2023          | 14. Juni 2023                                  | Sheree Folkson          | Kath Lingenfelter                 |
| 5          | 5         | Der Insider                                  | The Look Out                          | 31. Jan. 2023          | 21. Juni 2023                                  | Charles Randolph-Wright | Daniel Thomsen                    |
| 6          | 6         | Soll ich meinen Aluhut holen?                | Should I Go Get My Tin Foil Hat?      | 14. Feb. 2023          | 28. Juni 2023                                  | Lea Thompson            | Britta Lundin                     |
| 7          | 7         | Nicht lokalisierbar                          | Unable to Locate                      | 21. Feb. 2023          | 5. Juli 2023                                   | Patricia Cardoso        | Henry Jones                       |
| 8          | 8         | Zweihundert Dollar und eine Busfahrkarte     | Two Hundred Dollars and a Bus Pass    | 28. Feb. 2023          | 12. Juli 2023                                  | Geary McLeod            | Karine Rosenthal                  |
| 9          | 9         | Verbrecherjagd                               | Manhunt                               | 21. März 2023          | 19. Juli 2023                                  | Eric Dean Seaton        | Adam Toltzis                      |
| 10         | 10        | Pterodaktylen können fliegen                 | Pterodactyls Can Fly                  | 28. März 2023          | 26. Juli 2023                                  | Bille Woodruff          | Britta Lundin & Inda Craig-Galván |
| 11         | 11        | Bill Black                                   | Bill Black                            | 18. Apr. 2023          | 2. Aug. 2023                                   | Howard Deutch           | Daniel Thomsen & Hank Jones       |
| 12         | 12        | Es hat sich nichts verändert – bis auf alles | Nothing Changed Except for Everything | 25. Apr. 2023          | 9. Aug. 2023                                   | Oliver Bokelberg        | Karine Rosenthal & Adam Toltzis   |
| 13         | 13        | Üble Laune und ein hartes Herz               | A Bad Temper and a Hard Heart         | 2. Mai 2023            | 16. Aug. 2023                                  | Holly Dale              | Liz Heldens & Kath Lingenfelter   |

### Staffel 2
| Nr. (ges.) | Nr. (St.) | Deutscher Titel                                         | Originaltitel                         | Erstausstrahlung (USA) | Deutschsprachige Erstveröffentlichung (D/A/CH) | Regie            | Drehbuch                           |
| ---------- | --------- | ------------------------------------------------------- | ------------------------------------- | ---------------------- | ---------------------------------------------- | ---------------- | ---------------------------------- |
| 14         | 1         | Me Llamo Will Trent                                     | Me llamo Will Trent                   | 20. Feb. 2024          | 8. Mai 2024                                    | Howard Deutch    | Liz Heldens & Britta Lundin        |
| 15         | 2         | Es ist eben meine Arbeit                                | It's the Work I Signed Up For         | 27. Feb. 2024          | 8. Mai 2024                                    | Eric Dean Seaton | Daniel Thomsen & Inda Craig-Galván |
| 16         | 3         | Alles verstehen                                         | You Don't Have to Understand          | 5. März 2024           | 15. Mai 2024                                   | Jason Ensler     | Karine Rosenthal                   |
| 17         | 4         | Es ist einfacher, einem Menschen Handschellen anzulegen | It's Easier to Handcuff a Human Being | 26. März 2024          | 22. Mai 2024                                   | Patricia Cardoso | Henry Jones & Adam Toltzis         |
| 18         | 5         | Captain Duke Wagners Tochter                            | Capt. Duke Wagner's Daughter          | 2. Apr. 2024           | 29. Mai 2024                                   | Holly Dale       | Inda Craig-Galván & Rebecca Murga  |
| 19         | 6         | We Are Family                                           | We Are Family                         | 9. Apr. 2024           | 5. Juni 2024                                   | Lea Thompson     | Britta Lundin & Aja Hoggatt        |
| 20         | 7         | Warst du noch nie auf einer Hochzeit?                   | Have You Never Been to a Wedding?     | 30. Apr. 2024          | 12. Juni 2024                                  | Michael Lehmann  | Liz Heldens & Adam Toltzis         |
| 21         | 8         | Warum blutet Jacks Arm?                                 | Why Is Jack's Arm Bleeding?           | 7. Mai 2024            | 19. Juni 2024                                  | Keith Powell     | Karine Rosenthal & Hank Jones      |
| 22         | 9         | Residente o Visitante                                   | Residente o Visitante                 | ⁠14. Mai 2024           | 26. Juni 2024                                  | Sheree Folkson   | Daniel Thomsen & Rebecca Murga     |
| 23         | 10        | Siehst du die Vision?                                   | Do You See the Vision?                | 21. Mai 2024           | 3. Juli 2024                                   | Liz Heldens      | Liz Heldens & Kath Lingenfelter    |

### Staffel 3
| Nr. (ges.) | Nr. (St.) | Deutscher Titel                                                          | Originaltitel                                                           | Erstausstrahlung (USA) | Deutschsprachige Erstveröffentlichung (D/A/CH) | Regie                   | Drehbuch                             |
| ---------- | --------- | ------------------------------------------------------------------------ | ----------------------------------------------------------------------- | ---------------------- | ---------------------------------------------- | ----------------------- | ------------------------------------ |
| 24         | 1         | Ich bin hier zu Gast                                                     | I'm a Guest Here                                                        | 7. Jan. 2025           | 16. Apr. 2025                                  | Ramón Rodríguez         | Liz Heldens & Daniel T. Thomsen      |
| 25         | 2         | Licht und Schatten                                                       | Sunny-Side Up                                                           | 14. Jan. 2025          | 16. Apr. 2025                                  | Eric Dean Seaton        | Juliet Lashinsky-Revene & Hank Jones |
| 26         | 3         | Im Schoß der Familie                                                     | Find a New Pond                                                         | 21. Jan. 2025          | 23. Apr. 2025                                  | Howard Deutch           | Karine Rosenthal                     |
| 27         | 4         | Der Boden ist Lava                                                       | Floor Is Lava                                                           | 28. Jan. 2025          | 30. Apr. 2025                                  | Keith Powell            | Britta Lundin                        |
| 28         | 5         | Atme mit mir                                                             | Breathe with Me                                                         | 4. Feb. 2025           | 7. Mai 2025                                    | Gregory Smith           | Inda Craig-Galván                    |
| 29         | 6         | Ich glaube nicht an zweite Chancen                                       | No Faith In Second Chances                                              | ⁠⁠⁠⁠11. Feb. 2025          | 14. Mai 2025                                   | Sheree Folkson          | Kath Lingenfelter                    |
| 30         | 7         | Mariachi Shellys Frankenstein                                            | Mariachi Shelly's Frankenstein                                          | 18. Feb. 2025          | 21. Mai 2025                                   | Holly Dale              | Adam Toltzis                         |
| 31         | 8         | Abigail B.                                                               | Abigail B                                                               | 25. Feb. 2025          | 28. Mai 2025                                   | Gail Mancuso            | Antoine Niguel Perry                 |
| 32         | 9         | Nichts als Täuschung                                                     | This Kid's Gonna Be Alright                                             | 11. März 2025          | 4. Juni 2025                                   | Holly Dale              | Henry „Hank“ Jones                   |
| 33         | 10        | Der Tod von Whitney McAdams                                              | Regarding the Death of Whitney McAdams                                  | ⁠18. Mär. 2025          | 11. Juni 2025                                  | Lea Thompson            | Aja Hoggatt                          |
| 34         | 11        | Soweit du dich erinnern kannst                                           | Best of Your Recollection                                               | 25. März 2025          | 18. Juni 2025                                  | Crystle Roberson Dorsey | Rebecca Murga                        |
| 35         | 12        | Du bist der schlimmste Mensch der Welt                                   | You're the Worst Person In the World                                    | ⁠1. Apr. 2025           | 25. Juni 2025                                  | Natalia Anderson        | Laura Snow                           |
| 36         | 13        | Du bist jetzt einer von uns                                              | One of Us Now                                                           | 8. Apr. 2025           | 2. Juli 2025                                   | Howard Deutch           | Juliet Lashinsky-Revene              |
| 37         | 14        | Ein Abschied von höchstem Kaliber                                        | A Funeral Fit for a Quartermaine                                        | 15. Apr. 2025          | 9. Juli 2025                                   | Angela Barnes           | Daniel T. Thomsen                    |
| 38         | 15        | Das schönste, wildeste, klügste und mächtigste Wesen auf der ganzen Welt | The Most Beautiful, Fierce, Smart, Powerful Creature in the Whole World | ⁠22. Apr. 2025          | 16. Juli 2025                                  | Oz Rodriguez            | Britta Lundin & Juliette Strangio    |
| 39         | 16        | Stoß, Sprung, Sturz                                                      | Push, Jump, Fall                                                        | ⁠29. Apr. 2025          | 23. Juli 2025                                  | Mark Tonderai           | Henry "Hank" Jones & Adam Toltzis    |
| 40         | 17        | Tagchen, Sheriff                                                         | Why Hello, Sheriff                                                      | 6. Mai 2025            | 30. Juli 2025                                  | Erika Christensen       | Karine Rosenthal & Jordan Pope       |
| 41         | 18        | Ein schlagendes Herz                                                     | Listening to a Heartbeat                                                | ⁠13. Mai 2025           | 6. Aug. 2025                                   | Howard Deutch           | Liz Heldens & Inda Craig-Galván      |